# John Henry Davies
John Henry Davies (1864 - oktober 1927) var en rig bryggeriejer. I 1902 reddede han Manchester United F.C. (dengang Newton Heath) fra konkurs. Det var også ham der finansierede Old Trafford, hjemsted for Manchester United F.C., og lagde for fundamentet for yderligere udvikling. 
Desuden var det ham, som ændrede Newton Heaths navn til Manchester United F.C..